# Liste de films français sortis en 1967
Listes de films français
- 1963
- 1964
- 1965
- 1966
- 1967
- 1968
- 1969
- 1970
- 1971

Liste non exhaustive de films français sortis en 1967

## 1967
| Titre                                   | Réalisateur                      | Distribution                                  | Genre                             | Notes |
| --------------------------------------- | -------------------------------- | --------------------------------------------- | --------------------------------- | ----- |
| Astérix le Gaulois                      | Ray Goossens                     | Roger Carel, Jacques Morel                    | Animation                         |       |
| Les Aventuriers                         | Robert Enrico                    | Lino Ventura, Alain Delon                     | Aventure                          |       |
| Le Bal des vampires                     | Roman Polanski                   | Jack MacGowran, Roman Polanski                | Comédie, parodie                  |       |
| Belle de Jour                           | Luis Buñuel                      | Catherine Deneuve, Jean Sorel                 | Drame                             |       |
| Le Canard en fer blanc                  | Jacques Poitrenaud               | Roger Hanin, Corinne Marchand                 | Aventure                          |       |
| La Chinoise                             | Jean-Luc Godard                  | Anne Wiazemsky, Juliet Berto                  | Comédie dramatique                |       |
| La Collectionneuse                      | Éric Rohmer                      | Patrick Bauchau, Haydée Politoff              | Comédie dramatique                |       |
| Les Compagnons de la marguerite         | Jean-Pierre Mocky                | Claude Rich, Francis Blanche, Michel Serrault | Comédie                           |       |
| Les Demoiselles de Rochefort            | Jacques Demy, Agnès Varda        | Catherine Deneuve, Françoise Dorléac          | Comédie musicale                  |       |
| Deux ou trois choses que je sais d'elle | Jean-Luc Godard                  | Marina Vlady, Anny Duperey                    | Comédie dramatique, étude sociale |       |
| Fantômas contre Scotland Yard           | André Hunebelle                  | Jean Marais, Louis de Funès                   | Comédie                           |       |
| Fleur d'oseille                         | Georges Lautner                  | Mireille Darc, Anouk Ferjac Maurice Biraud    | Policier                          |       |
| Le Grand Meaulnes                       | Jean-Gabriel Albicocco           | Alain Libolt, Jean Blaise Brigitte Fossey     | Drame                             |       |
| La Grande Sauterelle                    | Georges Lautner                  | Mireille Darc, Hardy Krüger                   | Policier                          |       |
| Les Grandes Vacances                    | Jean Girault                     | Louis de Funès, Claude Gensac                 | Comédie                           |       |
| Indomptable Angélique                   | Bernard Borderie                 | Michèle Mercier, Robert Hossein               | Historique, Aventure              |       |
| J'ai tué Raspoutine                     | Robert Hossein                   | Gert Fröbe, Geraldine Chaplin                 | Drame                             |       |
| La Nuit des généraux                    | Anatole Litvak                   | Tom Courtenay, Juliette Gréco                 | Guerre, Drame                     |       |
| Oscar                                   | Édouard Molinaro                 | Louis de Funès, Claude Rich                   | Comédie                           |       |
| Paradiso, hôtel du libre-échange        | Peter Glenville                  | Gina Lollobrigida, Alec Guinness              | comédie                           | -     |
| Playtime                                | Jacques Tati                     | Jacques Tati                                  | Comédie                           |       |
| Pour des fusils perdus                  | Pierre Delanjeac                 | Jacques Ebner, Jacques Maire                  |                                   |       |
| La Route de Corinthe                    | Claude Chabrol                   | Jean Seberg, Maurice Ronet                    | Drame, thriller                   |       |
| Le Samouraï                             | Jean-Pierre Melville             | Alain Delon, François Périer                  | Thriller, Drame                   |       |
| Le Scandale                             | Claude Chabrol                   | Maurice Ronet, Anthony Perkins                | Thriller, drame                   |       |
| Si j'étais un espion                    | Bertrand Blier                   | Bernard Blier, Bruno Cremer                   | Policier, comédie                 |       |
| Le Soleil des voyous                    | Jean Delannoy                    | Jean Gabin, Robert Stack                      | Policier                          |       |
| Le Temps des doryphores                 | Dominique Rémy Jacques de Launay |                                               | Documentaire                      |       |
| Un idiot à Paris                        | Serge Korber                     | Jean Lefebvre, Dany Carrel                    | Comédie                           |       |
| Le Vieil Homme et l'Enfant              | Claude Berri                     | Michel Simon, Luce Fabiole                    | drame                             |       |
| La Vingt-cinquième Heure                | Henri Verneuil                   | Anthony Quinn, Virna Lisi                     | Drame                             |       |
| Le Viol                                 | Jacques Doniol-Valcroze          | Bruno Cremer, Frédéric de Pasquale            | Drame                             |       |
| Week-end                                | Jean-Luc Godard                  | Mireille Darc, Jean Yanne                     | Comédie dramatique                |       |